# ФК Влазними
ФК Влазними (на македонски: ФК Влазними) е македонски футболен клуб от град Струга.